# Ellen Beer
Ellen Judith Beer (12. März 1926 – 18. März 2004 in Muri bei Bern) war eine Schweizer Kunsthistorikerin.

## Leben
Ellen Beer promovierte an der Universität Zürich bei Hans R. Hahnloser über die Rose der Kathedrale von Lausanne. 1965 wurde sie zur ausserordentlichen und 1971 zur ordentlichen Professorin an der Universität Bern ernannt. Zu ihrem Gedenken wurde die Ellen-J.-Beer Stiftung gegründet, die den wissenschaftlichen Nachwuchs und Projekte der Älteren Kunstgeschichte unterstützt.

## Werk
Mit ihren Arbeiten zur Lichtmystik (1972) und zum Goldgrund (1982) hat sie international rezipierte Grundlagenwerke verfasst. Es folgten zwei Bände zur Schweizer Glasmalerei des 12. bis 15. Jahrhunderts sowie Publikationen zur Buchmalerei der Gotik. Waren ihre Bücher vor allem stil- und ikonographiegeschichtlich ausgerichtet, so folgten ihre Aufsätze methodisch neuen Richtungen: Sie behandeln die Funktion der Objekte, theologische Hintergründe, Fragen der Motivwahl und historisch-politische Programme.

## Publikationen (Auswahl)
- Die Rose der Kathedrale von Lausanne und der kosmologische Bilderkreis des Mittelalters. Benteli, Bern 1952.
- Die Glasmalereien der Schweiz vom 12. bis zum Beginn des 14. Jahrhunderts. Basel 1956.
- Beiträge zur oberrheinischen Buchmalerei in der ersten Hälfte des 14. Jahrhunderts unter besonderer Berücksichtigung der Initialornamentik. Birkhäuser,  Basel [u. a.] 1959.
- Festschrift Hans R. Hahnloser zum 60. Geburtstag 1959 (Hrsg.), Birkhäuser, Basel [u. a.] 1961.
- Initial und Miniatur: Buchmalerei aus 9 Jahrhunderten in Handschriften der Badischen Landesbibliothek. (Jubiläumsausstellung 1965), Feuermann, Basel 1965.
- Die Glasmalereien der Schweiz aus dem 14. und 15. Jahrhundert – ohne Königsfelden und Berner Münsterchor. (Corpus vitrearum medii aevi / Schweiz, 3). Birkhäuser, Basel 1965.
- Die Bibel von Moutier-Grandval. (British Museum Add. Ms. 10546). Verein Schweizerischer Lithographiebesitzer, Bern 1971.
- Mystik des Lichts in der Kunst des Abendlandes. Lang, Bern [u. a.] 1972.
- Berns grosse Zeit: das 15. Jahrhundert neu entdeckt. (Hrsg.) Berner Lehrmittel- und Medienverlag, Bern 1999.